# المخلب القرمزي (فلم 1944)
المخلب القرمزي  (بالإنجليزية: The Scarlet Claw) فيلم غموض من سلسلة أفلام شرلوك هولمز انتج عام 1944 مأخوذ عن رواية شرلوك هولمز من تأليف آرثر كونان دويل ومن بطولة باسل راثبون.

## مقالات ذات صلة
- شرلوك هولمز

## روابط خارجية
- مقالات تستعمل روابط فنية بلا صلة مع ويكي بيانات